# Corasoides stellaris
Espèce
Corasoides stellaris est une espèce d'araignées aranéomorphes de la famille des Desidae.

## Distribution
Cette espèce est endémique de la province ouest en Papouasie-Nouvelle-Guinée,. Elle se rencontre vers 1 625 m d'altitude sur le mont Akric.

## Description
La carapace de la femelle holotype mesure 5,7 mm de long sur 4,6 mm et l'abdomen 6,6 mm de long sur 4,9 mm.

## Publication originale
- Humphrey, 2017 : A revision and cladistic analysis of the genus Corasoides Butler (Araneae: Desidae) with descriptions of nine new species. Records of the Australian Museum, vol. 69, no 1, p. 15-64 (texte intégral).